# María Ladvenant

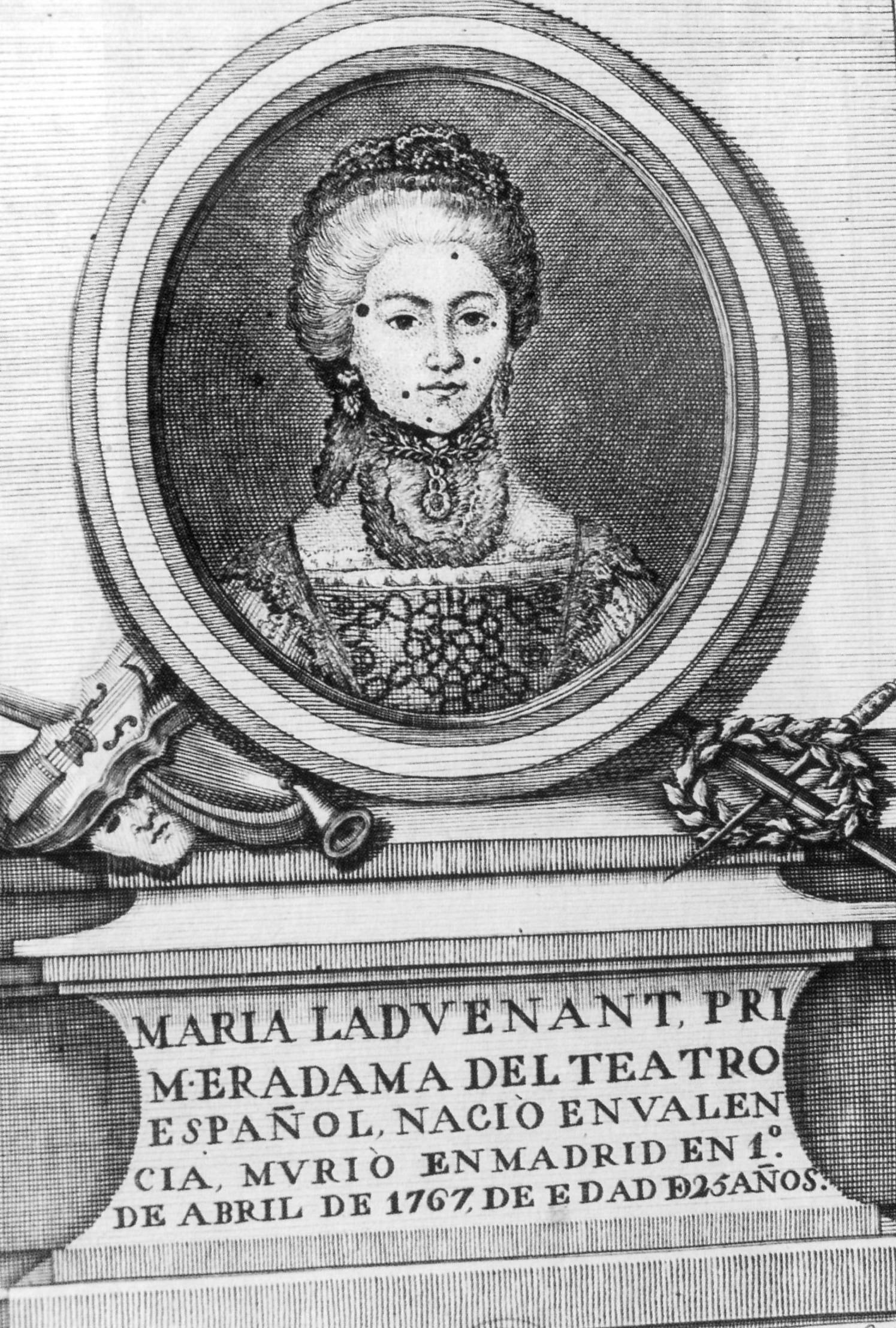
María Ladvenant; grabado anónimo (21 x 15 cm) expuesto en el Museo Nacional del Teatro de Almagro (España).

María Ladvenant y Quirante (Valencia, 23 de julio de 1741 - Madrid, 1 de abril de 1767), fue una actriz española del siglo XVIII. Primera dama de los teatros de la Corte de Carlos III, murió con apenas 25 años y fue cantada, entre otros muchos admiradores, por Cadalso, Moratín y Jovellanos.  Se la llamaba la divina María.

## Biografía
A partir de la minuciosa biografía publicada en 1896 por Emilio Cotarelo, se documenta que María Ladvenant, era hija de Juan Ladvenant, natural de Almagro y la madrileña María Quirante, ambos actores de tradición. Nacida accidentalmente en Valencia, durante una gira teatral de sus progenitores, debutó en 1759, con apenas diecisiete años, como actriz sin sueldo ("racionista") en la compañía de José Parra, en la corte madrileña. Poco antes, su padre la había casado con el actor Manuel de Rivas. Un año después ya era segunda dama y "sobresalienta" con José Martínez Gálvez, sucesor de Parra. El 13 de julio de 1760 participa en la representación de la comedia de Francisco Scotti El mayor triunfo de Alcides, montaje para solemnizar la entrada de Carlos III, en el Real Coliseo del Buen Retiro.
Pronto entró en conflicto con otra joven cómica rival, Mariana Alcázar, resucitando las guerras de bandos (que veinte años antes habían enfrentado a "chorizos" y "polacos"), y que forzaron la separación de ambas actrices en compañías diferentes. La victoria final de la Ladvenant, hinchó su orgullo llevándola a solicitar puesto de autora-directora de una de las dos compañías de la capital española, lo que dada su juventud se consideró soberbio atrevimiento y atrajo las envidias y furias de sus muchas rivales. El juego de intrigas la tuvo alejada de la escena en la temporada 1765-1766. Quejándose en un memorial dirigido al rey por la actitud de la Junta de Teatros, a instancias de ésta, fue encarcelada durante breve tiempo. Poco después fue sin embargo incluida como primera dama en la compañía de Nicolás de la Calle en la temporada 1767-1768. 
Abandonada por su protector, el Duque de V., viéndose obligada a vender parte de su patrimonio y con su partido (sueldo en la compañía) parcialmente retenido, acosada por acreedores a los que no pagaba y con una salud del mismo modo arruinada, María Ladvenant, diva, musa, dama de la opulencia, y madre de cuatro hijos reconocidos, murió tras una fulminante enfermedad "violenta y desconocida", a los 25 años de edad.

## Reconocimientos
María Ladvenant, por sus méritos como actriz y quizá también por su romántica muerte en "la flor de la vida", fue elogiada y cantada por intelectuales de la época. Para José Cadalso, nacido el mismo año que la actriz, fue "reina de los teatros"; "incomparable y grande" para el dramaturgo y poeta Moratín; y "la que anda en campos de luz paciendo estrellas" para Jovellanos. Tres de sus hijos fueron recogidos por el Duque de Arcos, y el benjamín por el Conde de Miranda.